# D-2
D-2 – drugi mixtape południowokoreańskiego rapera Agusta D (dokładniej Sugi pochodzącego z męskiego zespołu wokalnego BTS). Został udostępniony 22 maja 2020 roku przez wytwórnię Big Hit Entertainment na platformie SoundCloud. Jest to pierwszy materiał w karierze solowej artysty od czterech lat od czasu wypuszczenia swojego debiutanckiego, tytułowego projektu w sierpniu 2016 roku.

## Geneza
D-2 był zapowiadany przez krótki okres na portalach społecznościowych, w tym publikowane przez Big Hit kilkanaście zwiastunów, które sugerowały kolejny materiał BTS lub też związany z ową grupą. Kiedy zdjęcie profilowe rapera w serwisie Apple Music zostało oficjalnie zmienione, przyciągnęło to uwagę fanów zespołu oraz ich słuchaczy, szczególniej w serwisie Twitter. Na początku maja raper wyjawił, że nie planuje niczego wielkiego w przyszłości, a jego mixtape jest wciąż niekompletny. Według Billboardu Agust D myślał, że tytuł Agust D 2 nie był odpowiedni dla albumu. Zamiast wydać mixtape na „D-Day” lub „D-0”, chciał podważyć oczekiwania i wydać go kilka dni wcześniej, co zainspirowało go do połączenia „Agust D-2” i przedostatniego dnia odliczania – „D-2”.

## Lista utworów
| CD  | CD                                                                            | CD                                | CD                                | CD      |
| Nr  | Tytuł utworu                                                                  | Autor                             | Producent                         | Długość |
| --- | ----------------------------------------------------------------------------- | --------------------------------- | --------------------------------- | ------- |
| 1.  | „Jeo dal” (kor. 저 달, ang. Moonlight)                                        | Agust D, Ghstloop                 | Agust D, Ghstloop                 | 2:44    |
| 2.  | „Daechwita” (kor. 대취타)                                                     | Agust D, El Capitxn               | Agust D, El Capitxn               | 3:46    |
| 3.  | „Eotteoke saenggakae” (kor. 어떻게 생각해, What Do You Think?)                | Agust D, El Capitxn, Ghstloop     | El Capitxn, Ghstloop              | 3:03    |
| 4.  | „Isanghaji aneunga” (kor. 이상하지 않은가, ang. Strange) (feat. RM)           | Agust D, El Capitxn, Ghstloop, RM | El Capitxn, Ghstloop              | 3:17    |
| 5.  | „Jeomjeom eoreuni doenabwa” (kor. 점점 어른이 되나봐, ang. 28) (feat. Niihwa) | Agust D, El Capitxn, Hiss Noise   | El Capitxn, Hiss Noise            | 2:14    |
| 6.  | „Burn It” (feat. MAX)                                                         | Agust D, Ghstloop, MAX            | Agust D, Ghstloop                 | 3:13    |
| 7.  | „Saram” (kor. 사람, ang. People)                                              | Agust D, Pdogg                    | Agust D, Pdogg                    | 3:17    |
| 8.  | „Honsool” (kor. 혼술)                                                         | Agust D, Pdogg                    | Agust D, Pdogg                    | 3:40    |
| 9.  | „Interlude: Set Me Free”                                                      | Agust D, Pdogg                    | Agust D, Pdogg                    | 2:21    |
| 10. | „Eottaesseulkka” (kor. 어땠을까, ang. Dear My Friend) (feat. Kim Jong-wan)    | Agust D, El Capitxn, Kim Jong-wan | Agust D, El Capitxn, Kim Jong-wan | 4:53    |